# Градище (Шмартно-при-Літії)
Градище (словен. Gradišče) — поселення в общині Шмартно-при-Літії, Осреднєсловенський регіон, Словенія. 
Висота над рівнем моря: 485 м.